# John Ekman
John Ekman (15 de noviembre de 1880 – 21 de noviembre de 1949) fue un actor de nacionalidad sueca.

## Biografía
Su nombre completo era John Ossian Ekman, y nació en Estocolmo, Suecia. En sus inicios se formó bajo dirección de Richard Bergh, y entre 1900–1903 actuó en el Svenska teatern de Estocolmo, fundando en 1904 el Lilla teatern junto a A. Eckerman. Entre 1905 y 1918 actuó para varias compañías teatrales de provincias, en 1918–1923 en el Lorensbergsteatern de Gotemburgo, y desde 1923 a 1928 en el Helsingborgs stadsteater, volviendo después de nuevo al Lorensbergsteatern.

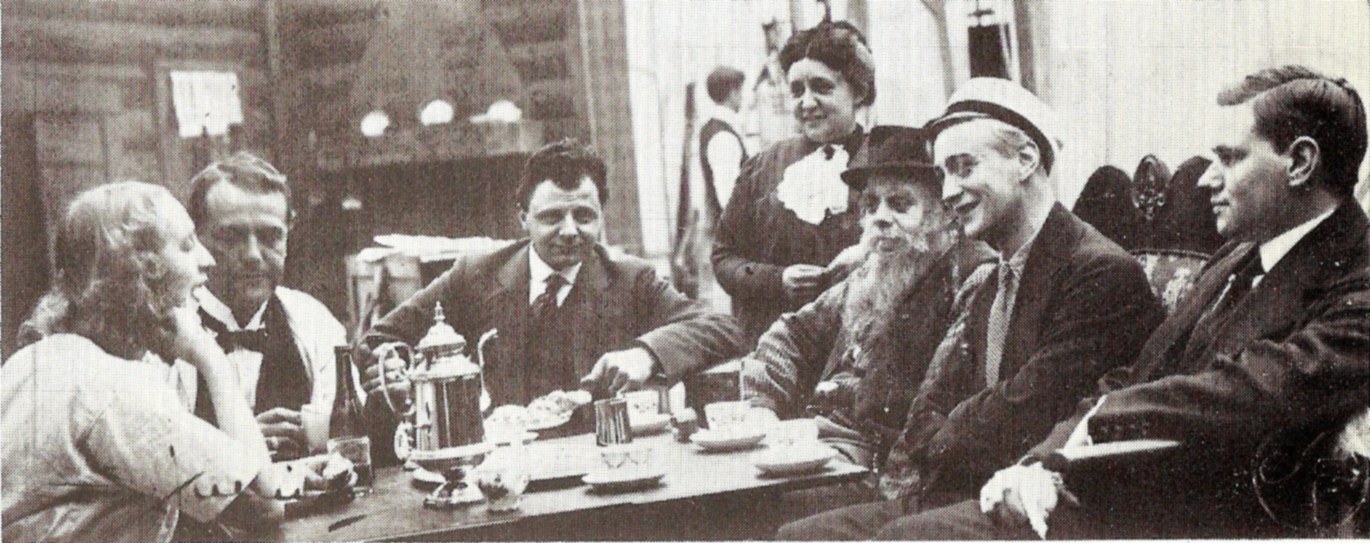
De izq. a der.: Lili Bech, Victor Sjöström, John Ekman, Karin Alexandersson, Gunnar Bohman, Gösta Ekman y un desconocido

Entre los papeles teatrales de Ekman figuran el de Peer Gynt, Gert Bokpräntare en Mäster Olof, Jean en La señorita Julia, Maurice en Brott och brott, Bast en Livet i våld, Guido Colonna en Monna Vanna, Potemkin en Katarina den stora, Terekhine en Rost, Brotskij en Breven med utländska frimärken y Daniel en Han som fick leva om sitt liv.
Entre los años 1911 y 1917 actuó para la productora cinematográfica Svenska Biografteatern, en Kristianstad. Debutó en la pantalla en 1912 con el film de Georg af Klercker Dödshoppet från cirkuskupolen, participando a lo largo de su carrera en unas 85 producciones cinematográficas.
Ekman falleció en 1949 en el Hospital Central de Karlstad a causa de las heridas sufridas unas semanas antes al chocar un autobús con actores del Riksteatern con un automóvil en las afueras de Karlstad. El grupo estaba de gira con la obra Muerte de un viajante de camino a Skara.

## Selección de su filmografía

### Actor
- 1912 : Trädgårdsmästaren
- 1912 : Säterjäntan
- 1912 : De svarta maskerna
- 1912 : Ett hemligt giftermål eller Bekännelsen på dödsbädden
- 1912 : Dödsritten under cirkuskupolen
- 1913 : De lefvande dödas klubb
- 1913 : Lady Marions sommarflirt
- 1913 : Blodets röst
- 1913 : Den okända
- 1913 : Gränsfolken
- 1913 : Miraklet
- 1914 : Kärlek starkare än hat eller Skogsdotterns hemlighet
- 1914 : Bröderna
- 1914 : Kammarjunkaren
- 1914 : Dömen icke
- 1914 : Halvblod
- 1914 : Högfjällets dotter
- 1914 : Hjärtan som mötas
- 1914 : Stormfågeln
- 1914 : Gatans barn
- 1915 : Strejken
- 1915 : Judaspengar
- 1915 : Sonad skuld
- 1915 : Kampen om en Rembrandt
- 1915 : Hans hustrus förflutna
- 1915 : Mästertjuven
- 1915 : Hämnaren
- 1915 : Madame de Thèbes
- 1915 : Landshövdingens döttrar''
- 1915 : Hans faders brott
- 1915 : Det var i maj
- 1916 : Ålderdom och dårskap
- 1916 : Havsgamar
- 1916 : Lyckonålen
- 1916 : Enslingens hustru
- 1916 : I elfte timmen
- 1917 : Den levande mumien
- 1917 : Vem sköt?
- 1917 : Sin egen slav
- 1917 : Paradisfågeln
- 1917 : Terje Vigen
- 1917 : Jungeldrottningens smycke
- 1918 : Berg-Ejvind och hans hustru
- 1919 : Sången om den eldröda blomman
- 1920 : Mästerman
- 1920 : Familjens traditioner
- 1921 : De landsflyktige
- 1923 : Norrtullsligan
- 1921 : Körkarlen
- 1921 : Högre ändamål
- 1923 : Johan Ulfstjerna
- 1923 : Friaren från landsvägen
- 1924 : Unge greven ta'r flickan och priset
- 1925 : Karl XII
- 1925 : Ett köpmanshus i skärgården
- 1925 : Kalle Utter
- 1925 : Ingmarsarvet
- 1926 : Flickorna på Solvik
- 1927 : Vad kvinnan vill
- 1928 : Svarte Rudolf
- 1928 : Synd
- 1931 : Hotell Paradisets hemlighet
- 1934 : Atlantäventyret
- 1934 : Sången om den eldröda blomman
- 1934 : Synnöve Solbakken
- 1935 : Fredlös
- 1936 : Bombi Bitt och jag
- 1936 : 33.333
- 1936 : Kungen kommer
- 1938 : Baldevins bröllop
- 1939 : Folket på Högbogården
- 1940 : Hans Nåds testamente
- 1941 : Gentlemannagangstern
- 1941 : Striden går vidare
- 1941 : Lasse-Maja
- 1941 : Snapphanar
- 1942 : General von Döbeln
- 1944 : Räkna de lyckliga stunderna blott
- 1945 : Svarta rosor
- 1945 : Rosen på Tistelön
- 1945 : Den allvarsamma leken
- 1946 : Försök inte med mej
- 1947 : Får jag lov, magistern!
- 1948 : Marknadsafton
- 1948 : Lars Hård
- 1948 : Vart hjärta har sin saga
- 1949 : Kärleken segrar
- 1949 : Janne Vängman på nya äventyr
- 1949 : Lång-Lasse i Delsbo
- 1950 : Till glädje

### Director
- 1912 : Säterjäntan
- 1914 : Kammarjunkaren

## Teatro

### Actor (selección)
- 1915 : Hittebarnet, de August Blanche, dirección de Einar Fröberg, Komediteatern[4]
- 1915 : Moral, de Ludwig Thoma, dirección de Einar Fröberg, Komediteatern[5]
- 1916 : Gustaf III, de August Strindberg, dirección de Einar Fröberg, Komediteatern[6]
- 1916 : Takrännan, de Gustaf Collijn, dirección de Gustaf Collijn, Komediteatern[7]
- 1916 : El enfermo imaginario, de Molière, dirección de Einar Fröberg, Komediteatern[8]
- 1916 : Hannele , de Gerhart Hauptmann, dirección de Einar Fröberg, Komediteatern[9]
- 1917 : Fädernesland, de Einar Christiansen, dirección de Einar Fröberg, Komediteatern[10]
- 1917 : Stövlett-Kathrine, de Dikken von der Lyhe Zernichow, dirección de Einar Fröberg, Komediteatern[11]
- 1917 : Adlig ungdom, de Algot Ruhe, dirección de Rune Carlsten, Komediteatern[12]
- 1917 : Kapten Puff eller Storprataren, de Olof Kexél, dirección de Rune Carlsten, Komediteatern[13]
- 1918 : Syster Beatrice, de Maurice Maeterlinck, dirección de Einar Fröberg, Komediteatern[14]
- 1918 : Ricardo III, de William Shakespeare, dirección de Einar Fröberg, Komediteatern[15]
- 1918 : Under lagen, de Edvard Brandes, dirección de Einar Fröberg, Komediteatern[16]
- 1918 : Den röde André, de Mikael Lybeck, dirección de Rune Carlsten, Komediteatern[17]
- 1919 : Sanningen, de Clyde Fitch, dirección de Per Lindberg, Lorensbergsteatern[18]
- 1922 : Hjälten på den gröna ön, de John Millington Synge, dirección de Rune Carlsten, Lorensbergsteatern[19]
- 1936 : Kokosnöten, de Marcel Achard, dirección de Rune Carlsten, Dramaten
- 1946 : Caligula, de Albert Camus, dirección de Ingmar Bergman, Göteborgs stadsteater[20]
- 1947 : Dagen slutar tidigt, de Ingmar Bergman, dirección de Ingmar Bergman, Göteborgs stadsteater[21]
- 1948 : El mercader de Venecia, de William Shakespeare, dirección de Olof Molander, Malmö stadsteater

### Radioteatro
- 1940 : En gammal symaskin, de Moa Martinson, dirección de Lars Madsén[22]